# Brehon
Brehon es el término usado en las culturas gaélicas e irlandesa para designar a un juez, dentro del sistema jurídico denominado Ley Brehon. Estos jueces vestían túnicas amarillas al entregar los veredictos. Varias decenas de familias fueron reconocidas como clanes de Brehons hereditarios. 

## Clanes deBrehonshereditarios
- Mac un Bhaird
- Mac Aodhagáin
- Mac Fhirbhisigh
- Ó Begléighinn
- Ó Cianáin
- Ó Cléirigh
- Ó Cobhthaigh
- Ó Domhnalláin
- Dá Duibh Ó Bhoireann